# Радио Бунтар
Радио Бунтар (на английски: Radio Rebel) е игрален филм от 2012 г. на Disney. Базиран е по романа Shrinking Violet. Филмът е режисиран от Питър Хоуит, със сценарий на Ерик Патерсън и Джесика Скот. В главната роля се превъплъщава Деби Райън.

## Сюжет
Гимназистката Тара (Райън) е толкова болезнено срамежлива, че изпада в ужас всеки път когато някой я заговори в училищния коридор и дори когато я вдигнат в клас.
Скрита зад стените на собствената си спалня и въоръжена със своя iPod обаче тя често си представя, че е радиоводеща в най-популярната радиостанция на Маями, която по една случайност е собственост на доведения ѝ баща. Когато в радиото се отваря позиция за нов водещ, Тара учудва дори самата себе си като, заставайки зад микрофона, се превръща в уверена Радио бунтарка. И за всеобща изненада всички я харесват!
Дори Гевин, единственото момче в училище, с което тя се осмелява да говори, възхвалява страхотния вкус за музика на мистериозния диджей. Когато предаването ѝ обявява конкурс за песен, обещавайки като награда Радио бунтарката за половинка на бала, мечтата на Тара сякаш е напът да се превърне в най-големия ѝ кошмар ...

## В България
В България филмът е излъчен по Disney Channel на 20 май 2012 г.

### Синхронен дублаж
| Роля          | Изпълнител |
| ------------- | --- |
| Тара Адамс    | Милица Гладнишка |
| Други гласове | Мина Костова Мими Йорданова Златина Тасева Лина Шишкова Гергана Пейкова Росен Русев Петър Бонев Иван Велчев Георги Стоянов Иван Петков |

| Обработка           | Доли Медия Студио  |
| ------------------- | ------------------ |
| Превод              | Калин Цончев       |
| Тонрежисьор         | Цветелина Цветкова |
| Режисьор на дублажа | Йоанна Микова      |